# Мистер Твистер (альбом)
Ми́стер Тви́стер — дебютный альбом группы «Мистер Твистер».
Запись осуществлена в октябре 1988 года в Молодёжном творческом центре «Рок-клуб» О. Мелик-Пашаева.
Звукорежиссёр — А. Кальянов. Редактор — О. Глушкова. Художник — Ю. Балашов. Фотограф — С. Михайлов.
До выпуска на грампластинке записи распространялись на магнитных лентах под названием «Ветер рок-н-ролла».

## Список композиций
| №  | Название               | Автор(ы)                | Длительность |
| -- | ---------------------- | ----------------------- | ------------ |
| 1. | «Давай!»               | В. Дорохов — В. Лысенко | 2:12         |
| 2. | «Мы расстались»        | В. Дорохов - В. Яковлев | 2:18         |
| 3. | «Блюз для Ю.»          | О. Усманов              | 3:25         |
| 4. | «Рок вокруг дискотеки» | В. Дорохов - В. Яковлев | 2:26         |
| 5. | «Страна нежности»      | В. Дорохов              | 3:41         |
| 6. | «Shake, Rattle & Roll» | C. Calhoun              | 3:03         |
| 7. | «Вечер рок-н-ролла»    | В. Дорохов - В. Яковлев | 1:57         |

| №  | Название                  | Автор(ы)                           | Длительность |
| -- | ------------------------- | ---------------------------------- | ------------ |
| 1. | «Рокабилли-рок»           | В. Дорохов, В. Лысенко, О. Усманов | 2:21         |
| 2. | «Рок-н-ролл без валидола» | В. Дорохов — О. Усманов            | 2:10         |
| 3. | «Блюз пухлых рук»         | В. Дорохов - В. Яковлев            | 2:36         |
| 4. | «Арбатский шаффл»         | О. Усманов — В. Лысенко            | 2:19         |
| 5. | «Московские ночи»         | В. Дорохов - С. Карпов             | 3:53         |
| 6. | «Рок-терапия»             | М. Субоцкий — О. Усманов           | 2:57         |
| 7. | «У самого синего моря»    | Я. Миягава — Л. Дербенёв           | 1:58         |
| 8. | «(Я часто слышу) Вопрос»  | В. Дорохов - В. Яковлев            | 2:29         |